# Semidalis decipiens
Semidalis decipiens är en insektsart som först beskrevs av Walter Karl Johann Roepke 1916.  Semidalis decipiens ingår i släktet Semidalis och familjen vaxsländor. Inga underarter finns listade i Catalogue of Life.